# Oskar Dirlewanger
Oskar Dirlewanger (Würzburg, 26 september 1895 - Altshausen, 7 juni 1945) was een officier van de Schutzstaffel (SS) tijdens de Tweede Wereldoorlog. Hij was commandant van de beruchte SS-Sturmbrigade Dirlewanger, de eenheid die uit Duitsers bestond die waren veroordeeld wegens ernstige misdaden en aan wie amnestie was verleend.

## Vooroorlogse jaren
Dirlewanger was een infanterieofficier in de Eerste Wereldoorlog, en werd onderscheiden met het IJzeren Kruis, 1e én 2e klasse. Tweemaal raakt hij gewond aan het front en als gevolg hiervan was hij voor 40% invalide. Hij was fel gekant tegen het communisme en werd in 1923 lid van de Nationaalsocialistische Duitse Arbeiderspartij.
Van 1936 tot 1939 nam hij als lid van het Legioen Condor deel aan de Spaanse Burgeroorlog. Hij werd met het Spanjekruis onderscheiden.

## Tweede Wereldoorlog
Aan het begin van de Tweede Wereldoorlog meldde Dirlewanger zich aan voor de Waffen-SS en ontving de rang van Obersturmführer. Hij maakte zich berucht door leiding te geven aan een eenheid die zich schuldig maakte aan grootschalige oorlogsmisdaden in Wit-Rusland en tijdens de Opstand van Warschau. Eerder had hij al een notoire reputatie opgebouwd in de strijd tegen partizanen in Rusland.

## Na de oorlog
Dirlewanger werd in Franse krijgsgevangenschap door Poolse bewakers doodgeslagen uit wraak voor zijn optreden in Polen. Hij werd begraven in Altshausen, Württemberg-Hohenzollern, Duitsland. Regelmatig doken echter berichten op dat hij nog zou leven. Hij zou naar Egypte zijn gevlucht en de troepen van Nasser trainen. Hij zou dienen in het Franse Vreemdelingenlegioen. Hij zou met de grote stroom nazi's naar Zuid-Amerika zijn ontkomen. In 1960 liet de West-Duitse regering het graf openen. Een rapport van deskundigen dat het lijk in het graf dat van Dirlewanger was, overtuigde niet iedereen, en de geruchten bleven circuleren.

## Carrière
Dirlewanger bekleedde verschillende rangen in zowel de Sturmabteilung als Waffen-SS. De volgende tabel laat zien dat de bevorderingen niet synchroon liepen.
| Datums                                               | Deutsches Heer         | Sturmabteilung | Allgemeine-SS | Waffen-SS                                        |
| ---------------------------------------------------- | ---------------------- | -------------- | ------------- | ------------------------------------------------ |
| 1 oktober 1913:                                      | Einjährig-Freiwilliger | —              | —             | —                                                |
| 27 juli 1914:                                        | Unteroffizier          | —              | —             | —                                                |
| 24 december 1914:                                    | Vizefeldwebel          | —              | —             | —                                                |
| 14 april 1915:                                       | Leutnant               | —              | —             | —                                                |
| 30 december 1918:                                    | Oberleutnant           | —              | —             | —                                                |
| 2 augustus 1933:                                     | —                      | SA-Scharführer | —             | —                                                |
| 4 augustus 1933:                                     | —                      | SA-Truppführer | —             | —                                                |
| 9 november 1933:                                     | —                      | SA-Sturmführer | —             | —                                                |
| 24 juni 1940 (met ingang vanaf 1 juli 1940):         | —                      | —              | SS-Mann       | —                                                |
| 1 juli 1940:                                         | —                      | —              | —             | SS-Obersturmführer der Reserve der Waffen-SS     |
| 19 augustus 1940 (met ingang vanaf 1 augustus 1940): | —                      | —              | —             | SS-Hauptsturmführer der Reserve der Waffen-SS    |
| 9 november 1941:                                     | —                      | —              | —             | SS-Sturmbannführer der Reserve der Waffen-SS     |
| 12 mei 1943:                                         | —                      | —              | —             | SS-Obersturmbannführer der Reserve der Waffen-SS |
| 19 maart 1944:                                       | —                      | —              | —             | SS-Standartenführer der Reserve der Waffen-SS    |
| 12 augustus 1944 (met RDA van 10 augustus 1944):     | —                      | —              | —             | SS-Oberführer der Reserve der Waffen-SS          |

## Registratienummers
- NSDAP-nr.: ? (lid geworden 1 maart 1922, uit de partij gezet vanwege een verkrachtingszaak.); weer lid geworden op 1 maart 1932 met nr.: 1 098 716[5][8]
- SS-nr.: 357 267[8] (lid geworden 1 juli 1940)[5]

## Decoraties
Selectie:
- Ridderkruis van het IJzeren Kruis op 30 september 1944 als SS-Oberführer en Commandant van de SS-Sturmbrigade "Dirlewanger" aan het Oostfront[4][9][10][6]
- Duitse Kruis in goud op 5 december 1943 voor „Verdienste in de partizanenstrijd“[4][9][10][6]
- IJzeren Kruis 1914, 1e Klasse[7] (13 juli 1916)[6] en 2e Klasse op (28 augustus 1914)[6][10][5]
- Herhalingsgesp bij IJzeren Kruis 1939, 1e Klasse (16 september 1942) en 2e klasse (24 mei 1942)[4][10][5]
- Medaille voor de Spaanse Burgeroorlog 1936-1939[5]
- Orde van het Oorlogskruis in 1944[5]
- Nahkampfspange in Brons (19 maart 1944)[10]
- Gewondeninsigne 1939 in goud (9 juli 1943)[10][5], zilver[4] en zwart[7] (30 april 1918)[5][6]
- Gouden Dapperheidsmedaille (Württemberg) op 4 oktober 1915[5][6]
- Tapferkeits- und Verdienstauszeichnung für Angehörige der Ostvölker (Duitsland), 1e Klasse in zilver met Zwaarden op 10 november 1942[4][10][5]
- Tapferkeits- und Verdienstauszeichnung für Angehörige der Ostvölker (Duitsland), 2e Klasse in zilver met Zwaarden op 9 oktober 1942[10][5]
- Bandenkampfabzeichen in zilver in 1944[10][5]
- Medaille voor Militaire Verdienste (Spanje)[5] in 1939[6]